# Ларссон, Суне
Суне Ларссон (швед. Sune Larsson, род. 21 июня 1930, Oxberg) — шведский лыжник, призёр чемпионата мира.

## Карьера
На чемпионате мира 1954 года в команде вместе с Сикстеном Ернбергом, Артуром Ульссоном и Пер-Эриком Ларссоном завоевал бронзовую медаль в эстафете. Других значимых достижений на международном уровне не имеет, в Олимпийских играх никогда не участвовал.
В 1959 году победил в знаменитом лыжном марафоне Васалоппет.